# Фізика гірських порід
Фізика гірських порід (рос. физика горных пород, англ. rock physics; нім. Gesteinsphysik f) — науковий напрям у системі гірничих наук, що забезпечує впровадження в різні процеси гірничого виробництва досягнень фундаментальних природничих наук. До фізики гірських порід належить комплекс прикладних наукових дисциплін: гірнича геофізика, фізика і хімія пластів і покладів, механіка гірських порід і стійкість масивів гірських порід, управління станом гірського масиву, фізика вибуху, механіка руйнування гірських порід, фізико-хімічні методи гірничих робіт та ін.
Знання, отримані при вивченні дисципліни "Фізика гірських порід"  необхідні для  дисциплін, таких як опір матеріалів гірських порід, геомеханіка, збагачення корисних копалин, маркшейдерія, проведення гірничих виробок і т.д.
Фізика гірських порід забезпечує зв'язок між пружними властивостями, виміряними на поверхні землі, в середовищі свердловини або в лабораторії, з внутрішніми властивостями гірських порід, такими як мінеральний склад, пористість, форма пор, порові флюїди, поровий тиск, проникність, в'язкість, напруження і загальна структура, наприклад, шаруватість і тріщинуватість. Фізика гірських порід забезпечує розуміння і теоретичні інструменти, необхідні для оптимізації всіх рішень щодо візуалізації і визначення характеристик на основі пружних даних.